# UD Ibiza
UD Ibiza is een Spaanse voetbalclub uit Ibiza op het eiland Ibiza van de Balearen. De club werd opgericht in 2015 en kan gezien worden als de opvolger van het in mei 2010 failliet verklaarde SE Eivissa.  Doordat er voldoende geld gevonden werd om de schulden af te lossen, kon de ploeg een doorstart op Preferente niveau afdwingen.
De club speelt in het Estadio Municipal de Can Misses in Ibiza-stad.

## Historie
Op het einde van seizoen 2017-2018 haalde de ploeg de eindronde, maar werd uitgeschakeld.  Toen Lorca FC, dat degradeerde uit de Segunda División A, zijn schulden niet kon betalen en door de RFEF uitgesloten werd om het volgende seizoen aan te treden in de Segunda División B, betaalde Ibiza deze schulden en kon toch vanaf seizoen 2018-2019 aantreden in Segunda División B.
Het eerste seizoen in de Segunda División B was er een van in de middenmoot.
Tijdens het seizoen 2019-2020 plaatste de ploeg zich voor de eerste keer voor de Copa del Rey.  Het werd een succes.  Nadat achtereenvolgens reeksgenoot Pontevedra CF en Segunda División A ploeg Albacete Balompié uitgeschakeld werden, werd de ploeg zelf uitgeschakeld door FC Barcelona. Door de Coronapandemie besloot de RFEF op 14 april 2020 om de reguliere competitie 10 wedstrijden voor het einde stop te zetten en de eindstand te behouden.   De ploeg bevond zich op de tweede plaats en kon zich zo plaatsen voor de eindronde.  De eerste ronde werd op zaterdag 18 juli 2020 gespeeld en de ploeg verloor roemloos met 1-2 tegen UD Cornellà, dat de competitie op de vierde plaats in groep 3 afgesloten had.

### Overzicht
| seizoen | competitie         | positie      | resultaat                                             | beker                   |
| ------- | ------------------ | ------------ | ----------------------------------------------------- | ----------------------- |
| 2015/16 | Preferente         | 4de plaats   | Behoud                                                |                         |
| 2016/17 | Preferente         | Kampioen     | stijgt naar Tercera División                          |                         |
| 2017/18 | Tercera División   | 3de plaats   | Eindronde uitgeschakeld maar administratieve promotie |                         |
| 2018/19 | Segunda División B | 6 de plaats  | Behoud                                                |                         |
| 2019/20 | Segunda División B | 2de plaats   | Play off, uitgeschakeld eerste ronde, behoud          | 1/16 tegen FC Barcelona |
| 2020/21 | Segunda División B | Kampioen     | Promotie                                              |                         |
| 2021/22 | Segunda División A | 15de plaats  | Behoud                                                | 1/32                    |
| 2022/23 | Segunda División A | 21ste plaats | Degradatie                                            |                         |
| 2023/24 | Primera Federación | 4e plaats    | Behoud                                                | 1e ronde                |
| 2024/25 | Primera Federación | 3e plaats    | Eindronde voor promotie                               | 1e ronde                |

Grupo 1:
Amorebieta .
Andorra .
Arenteiro ·
Barakaldo . 
FC Barcelona Atlètic ·
Bilbao Athletic .
Celta B ·
Irun ·
Cultural Leonesa ·
Lugo ·
Osasuna B ·
Ourense CF .
Ponferrada ·
Segovia .
Sestao River ·
Real Sociedad B ·
Tarragona ·
Tarazona ·
Salamanca .
Zamora CF

Grupo 2:
Alcorcón .
Alcoyano ·
Algeciras ·
Antequera ·
Atlético Madrid B ·
Atlético Sanluqueño ·
Real Betis B .
Ceuta ·
Fuenlabrada ·
Hércules Alicante .
Ibiza ·
Intercity ·
Marbella ·
Mérida ·
Murcia ·
Real Madrid Castilla ·
Recreativo Huelva ·
FC Sevilla B .
Villarreal B .
Yecla